# Pithecheir parvus
Pithecheir parvus és una espècie de mamífer rosegador de la família dels múrids. És endèmica del sud de la Malàisia peninsular, on viu a altituds d'entre 0 i 1.200 msnm. Es tracta d'un animal arborícola. El seu hàbitat natural són els boscos de diferents tipus. Està amenaçada per la tala d'arbres i la transformació del seu medi per a usos agrícoles. El seu nom específic, parvus, significa ‘petita’ en llatí.